# 王守慎
王守慎（?—?），唐朝官员，蒲州河东县（今山西省永济市）人。
垂拱年间为监察御史，有美名。当时罗织大狱兴起，王守慎的舅舅秋官侍郎张知默与来俊臣、周兴掌同掌诏狱，他奏请王守慎一起管理，王守慎以病推辞，于是请剃发为僧。武则天开始很奇怪；王守慎陈情，有理有据，武则天欣然同意，赐号法成。王守慎识鉴高雅，为时贤所推重。以寿终年。